# Mihai-Zaharia Ruva
Mihai-Zaharia Ruva (n. 19 mai 1936) este un fost senator român în legislatura 1990-1992 ales în județul Timiș pe listele partidului PNL.

## Studii
Ruva a absolvit Facultatea de Drept-Universitatea "Babeș-Bolyai" din Cluj-Napoca, cursuri postuniversitare de criminalistică, studii de filozofie (neterminate).

## Activitate politică
Membru PNL din ianuarie 1990, vicepreședinte al organizației județene PNL Timiș(1990-2000). La 26 februarie 1993, la Congresul PNL de la Brașov, Ruva a fost ales președinte de onoare și membru în Comitetul Executiv Central PNL. Ruva a fost președinte interimar al Comitetului Județean PNL Timiș 2000-2001.
În legislatura 1990-1992 Ruva a fost președintele Comisiei de politică financiară, bancară și bugetară din senat, membru al Comisiei parlamentare de anchetă a evenimentelor din 13-15 iunie 1990.
În Adunarea Constituantă, Ruva a avut numeroase intervenții pentru reglementarea legii fundamentale, făcând propuneri referitoare la atribuțiile președintelui, guvernului, puterii judecătorești, Curții Constituționale, urmate de amendamente scrise. Ruva a contribuit la elaborarea legilor privind siguranța națională, organizarea SRI, modificarea Codului Penal și a Procedurii Penale etc. În cadrul activității sale parlamentare, Mihai-Zaharia Ruva a fost membru în grupurile parlamentare de prietenie cu Regatul Thailanda, Republica Venezuela, Australia, Republica Chile și Regatul Unit al Marii Britanii și Irlandei de Nord.